# 田琛
田琛（？—1413年），第26任思州土司，因發動叛亂被明成祖所殺。
田琛為前任土司田弘政之子。洪武二十年（1387年），田琛繼任思州土司之位，封思州宣慰使。
明成祖永樂八年（1410年），思南宣慰使田宗鼎與宣慰副使黃禧不和，互相攻擊，明廷改任命黃禧為辰州府知府。思州土司與思南土司為世仇，不久之後，又因爭奪沙坑之地而發生衝突。黃禧遂與田琛勾結，圖謀驅逐田宗鼎。田琛自稱天主，以黃禧為大將，率兵攻思南。田宗鼎不敵，携家眷逃走。田琛殺死其弟，又發掘了思南土司的祖墳，將田宗鼎之母戮屍，盡掠其人畜貲財，所過殘害其民。
田宗鼎向明廷揭發此事，成祖要求田琛、黃禧親自來北京解釋，二人抗命不往，還潛使奸人入教坊司，伺隙為變。此事被發覺後，成祖派行人官蔣廷瓚召之，又命鎮遠侯顧成以兵壓其境，將二人逮捕送往京師。田琛之妻冉氏遣人招誘臺羅等寨蠻人苗普亮等叛亂，希望明廷派田琛回來招撫而免死。成祖得知後，將田琛等人關押起來。永樂十一年（1413年），以「悖逆不道，搆搧旁州，妄開兵釁，屠戮善良，抗拒朝命」的罪名，下令誅殺田琛。翌年，思州被改土歸流。